# Sciaphila corallophyton
Sciaphila corallophyton är en enhjärtbladig växtart som beskrevs av Karl Moritz Schumann och Schltr.. Sciaphila corallophyton ingår i släktet Sciaphila och familjen Triuridaceae. Inga underarter finns listade.